# Академічне веслування на літніх Олімпійських іграх 1956
Змагання з академічного веслування на літніх Олімпійських іграх 1956 року проводилися лише серед чоловіків. Вони проводились з 23 по 27 листопада 1956 року.
Участь у змаганнях всього взяли 242 веслувальники з 25 країн світу. 78 спортсменів з 10 країн вибороли по одній олімпійській медалі.
Наймолодшим учасником змагань був бельгієць Джос ван Тілло (13 років 338 днів), найстарішим — австралієць Мервін Вуд (39 років 208 днів).

## Загальний медальний залік
| Місце | Країна     | Золото | Срібло | Бронза | Загалом |
| ----- | ---------- | ------ | ------ | ------ | ------- |
| 1     | США        | 3      | 2      | 1      | 6       |
| 2     | СРСР       | 2      | 1      | 1      | 4       |
| 3     | Канада     | 1      | 1      | 0      | 2       |
| 4     | Італія     | 1      | 0      | 0      | 1       |
| 5     | Австралія  | 0      | 1      | 2      | 3       |
| 6     | Німеччинаа | 0      | 1      | 0      | 1       |
| 6     | Швеція     | 0      | 1      | 0      | 1       |
| 8     | Австрія    | 0      | 0      | 1      | 1       |
| 8     | Франція    | 0      | 0      | 1      | 1       |
| 8     | Фінляндія  | 0      | 0      | 1      | 1       |

## Медалісти
| Дисципліна                       | Золото | Срібло | Бронза |
| -------------------------------- | --- | --- | --- |
| Одинарні                         | В'ячеслав Іванов                                                                                                   | Стюарт Маккензі | Джек Келлі |
| Двійки парні                     | Олександр Беркутов Юрій Тюкалов                                                                                    | Пет Костелло Джеймс Гарднер | Мюрей Райлі Мервін Вуд                                                                                              |
| Двійки розпашні без стернового   | Джеймс Файфер Дювал Гект                                                                                           | Ігор Булдаков Віктор Іванов | Йозеф Кляймштайн Альфред Сагедер                                                                                    |
| Двійки розпашні зі стерновим     | Артур Ейро Конн Фіндлі Курт Сайферт                                                                                | Карл Гайнріх фон Гродек Хорст Арндт Райнер Борковскі                                                                              | Ігор Ємчук Георгій Жилін Володимир Петров                                                                           |
| Четвірки розпашні без стернового | Арчибальд Маккінен Лорен Лумер Волтер д'Гонт Дональд Арнольд                                                       | Джон Велклі Джон Маккінлі Арт Маккінлі Джеймс Макінтош                                                                            | Рене Гіссар Ів Делякур Гастон Мерс'є Гі Гілябер                                                                     |
| Четвірки розпашні зі стерновим   | Альберто Вінклер Романо Згейц Анжело Ванцін Франко Трінкавеллі Іво Стефаноні                                       | Улле Ларссон Гьоста Ерікссон Івар Аронссон Еверт Гоннарссон Бартіл Йоранссон                                                      | Кауко Геннінен Рейно Поутанен Велі Лехтеля Тоймі Піткенен Матті Ніємі                                               |
| Вісімки                          | Томас Чарлтон Девід Вайт Джон Кук Дональд Бір Колдуел Еселстін Чарлз Граймс Расті Вейлз Роберт Морей Вільям Беклін | Філіп Кобер Ричард Макклур Роберт Вілсен Девід Гелівел Дональд Преті Вільям Маккерлік Дуглас Макдональд Лоренс Вест Карлтон Огава | Майкл Ейкман Девід Бойкет Фред Киркхем Джим Гавден Гарф Ментен Волтер Гавелл Едріан Монгер Браян Дойл Гарольд Г'юїт |